# Seznam českých hokejových brankářů v NHL
Seznam českých brankářů ledního hokeje, kteří působili v kanadsko-americké NHL.

## Zasáhli do utkání
Seznam brankářů, kteří odehráli v lize alespoň minutu.
| Pořadí | Jméno           | Datum narození     | První zápas        | Kluby NHL                                                                                            | Počet utkání v základní části | Počet utkání v playoff |
| ------ | --------------- | ------------------ | ------------------ | --- | ----------------------------- | ---------------------- |
| 1.     | Jiří Crha       | 13. dubna 1950     | 16. února 1980     | Toronto Maple Leafs                                                                                  | 69                            | 5                      |
| 2.     | Dominik Hašek   | 29. ledna 1965     | 6. listopadu 1990  | Chicago Blackhawks, Buffalo Sabres, Detroit Red Wings, Ottawa Senators                               | 735                           | 119                    |
| 3.     | Roman Turek     | 21. května 1970    | 20. listopadu 1996 | Dallas Stars, St. Louis Blues, Calgary Flames                                                        | 328                           | 22                     |
| 4.     | Tomáš Vokoun    | 2. července 1976   | 6. února 1997      | Montreal Canadiens, Nashville Predators, Florida Panthers, Washington Capitals, Pittsburgh Penguins  | 700                           | 22                     |
| 5.     | Milan Hnilička  | 25. června 1973    | 14. října 1999     | New York Rangers, Atlanta Thrashers, Los Angeles Kings                                               | 121                           | 0                      |
| 6.     | Roman Čechmánek | 2. března 1971     | 17. října 2000     | Philadelphia Flyers, Los Angeles Kings                                                               | 212                           | 23                     |
| 7.     | Martin Prusek   | 11. prosince 1975  | 23. března 2002    | Ottawa Senators, Columbus Blue Jackets                                                               | 57                            | 1                      |
| 8.     | Tomáš Pöpperle  | 10. října 1984     | 2. února 2007      | Columbus Blue Jackets                                                                                | 2                             | 0                      |
| 9.     | Ondřej Pavelec  | 31. srpna 1987     | 20. října 2007     | Atlanta Thrashers, Winnipeg Jets, New York Rangers                                                   | 398                           | 4                      |
| 10.    | Marek Schwarz   | 1. dubna 1986      | 12. prosince 2007  | St. Louis Blues                                                                                      | 6                             | 0                      |
| 11.    | Alexander Salák | 5. ledna 1987      | 9. října 2009      | Florida Panthers                                                                                     | 2                             | 0                      |
| 12.    | Michal Neuvirth | 23. března 1988    | 14. února 2009     | Washington Capitals, Buffalo Sabres, New York Islanders, Philadelphia Flyers                         | 257                           | 16                     |
| 13.    | Petr Mrázek     | 14. února 1992     | 7. února 2013      | Detroit Red Wings, Philadelphia Flyers, Carolina Hurricanes, Toronto Maple Leafs, Chicago Blackhawks | 297                           | 29                     |
| 14.    | Marek Mazanec   | 18. července 1991  | 9. listopadu 2013  | Nashville Predators                                                                                  | 31                            | 0                      |
| 15.    | Roman Will      | 22. ledna 1992     | 26. ledna 2016     | Colorado Avalanche                                                                                   | 1                             | 0                      |
| 16.    | Marek Langhamer | 22. července 1994  | 20. února 2017     | Arizona Coyotes                                                                                      | 2                             | 0                      |
| 17.    | David Rittich   | 19. srpna 1992     | 8. dubna 2017      | Calgary Flames, Toronto Maple Leafs, Nashville Predators, Winnipeg Jets                              | 151                           | 2                      |
| 18.    | Pavel Francouz  | 3. června 1990     | 22. prosince 2018  | Colorado Avalanche                                                                                   | 58                            | 13                     |
| 19.    | Vítek Vaněček   | 9. ledna 1996      | 15. ledna 2021     | Washington Capitals, New Jersey Devils                                                               | 80                            | 3                      |
| 20.    | Daniel Vladař   | 20. srpna 1997     | 26. srpna 2020     | Boston Bruins, Calgary Flames                                                                        | 29                            | 2                      |
| 21.    | Josef Kořenář   | 31. ledna 1998     | 10. dubna 2021     | San Jose Sharks, Arizona Coyotes                                                                     | 12                            | 0                      |
| 22.    | Karel Vejmelka  | 25. května 1996    | 16. října 2021     | Arizona Coyotes                                                                                      | 55                            | 0                      |
| 23.    | Lukáš Dostál    | 22. června 2000    | 9. ledna 2022      | Anaheim Ducks                                                                                        | 4                             | 0                      |
| 24.    | Jiří Patera     | 24. února 1999     | 12. března 2023    | Vegas Golden Knights                                                                                 |                               |                        |
| 25.    | Jakub Dobeš     | 27. května 2001    | 28. prosince 2024  | Montreal Canadiens                                                                                   |                               |                        |
| 26.    | Jakub Škarek    | 10. listopadu 1999 | 2. února 2025      | New York Islanders                                                                                   |                               |                        |
| 27.    | Aleš Stezka     | 6. ledna 1997      | 23. února 2025     | Seattle Kraken                                                                                       |                               |                        |

Zdroj: https://www.idnes.cz/hokej/nhl/vitek-vanecek-washington-capitals.A210118_122318_nhl_rmp
Tučně vyznačení brankáři nastoupili v NHL v ročníku 2020/2021. Počet utkání je uveden po této sezóně.

## Nezasáhli do utkání
Seznam brankářů, kteří při ligovém utkání plnili roli náhradního brankáře.
| Jméno            | Datum narození   | První zápas    | Klub                | Počet utkání v základní části | Počet utkání v playoff |
| ---------------- | ---------------- | -------------- | ------------------- | ----------------------------- | ---------------------- |
| Petr Franěk      | 6. dubna 1975    | 28. února 1998 | Colorado Avalanche  | 1                             | 0                      |
| Dušan Salfický   | 28. března 1965  | 11. října 2001 | New York Islanders  | 5                             | 0                      |
| Miroslav Kopřiva | 5. prosince 1983 | 15. dubna 2006 | Minnesota Wild      | 2                             | 0                      |
| Miroslav Svoboda | 7. března 1995   | 20. října 2018 | Nashville Predators | 1                             | 0                      |

Počet utkání je uveden před sezónou 2019/20.
V tabulce není uveden havířovský rodák a odchovanec místního klubu Robert Mayer, který reprezentuje Švýcarsko. Ten plnil roli náhradního brankáře při pěti utkáních Montreal Canadiens.